# Salouël
Salouël é uma comuna francesa na região administrativa de Altos da França, no departamento de Somme. Estende-se por uma área de 4,58 km², com 4 162 habitantes, segundo os censos de 1999, com uma densidade de 908 hab/km².